# Nick Cravat
Nick Cravat, all'anagrafe Nicholas Cuccia (New York, 11 gennaio 1912 – Woodland Hills, 29 gennaio 1994), è stato un attore e stuntman statunitense di origine italiana.

## Biografia

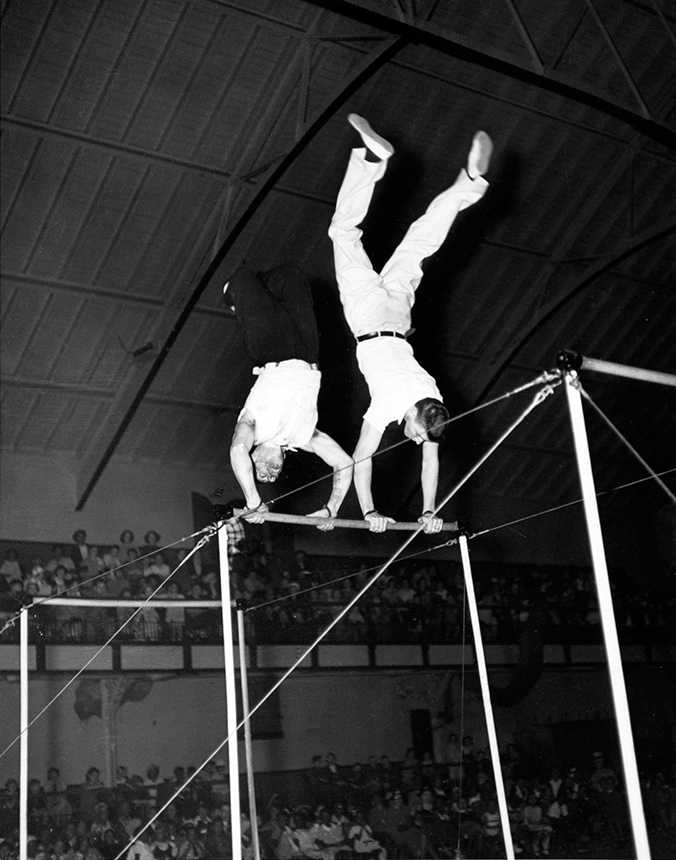
Nick Cravat e Burt Lancaster in un'esibizione come Lang & Cravat al Federal Theater Project Circus

I suoi genitori e i nonni materni e paterni erano originari della Sicilia. All'età di circa 9 anni, durante una vacanza estiva, Nick Cravat incontrò il giovane Burt Lancaster, del quale sarebbe poi rimasto amico intimo per il resto della vita. Entrambi diventarono acrobati professionisti e dal 1932 lavorarono nel vaudeville e in spettacoli circensi sotto il nome di "Lang & Cravat", come trapezisti e artisti di alto livello. Nel 1941 Lancaster dovette rinunciare alla carriera circense a causa di un infortunio.
Dopo essere diventato una star di Hollywood, alla fine degli anni quaranta Lancaster si assicurò che il suo amico d'infanzia fosse regolarmente assunto come attore non protagonista nei suoi film. Dal momento che non aveva particolari capacità di recitazione e che parlava con un forte accento di Brooklyn, Cravat si vide assegnare ruoli di secondo piano in cui appariva come partner muto di Lancaster. Assunse il cognome d'arte "Cravat" poiché pensava che gli americani non fossero in grado di pronunciare correttamente il suo vero cognome "Cuccia".
Nel 1950 Cravat recitò per la prima volta come partner di Lancaster in un film di cappa e spada, La leggenda dell'arciere di fuoco, e interpretò il suo muto compagno "Zufolo". I due ex trapezisti circensi eseguirono audaci acrobazie senza controfigure. Cravat, piuttosto tozzo e con capelli scuri, era la controparte perfetta del biondo e atletico Lancaster e dimostrava notevole forza fisica. Il film ebbe grande successo e la stessa formula fu utilizzata nel 1952 per un'altra pellicola d'avventura, Il corsaro dell'isola verde, che poi diventò un classico del suo genere. Lancaster, nel ruolo del capitano pirata Vallo, e il suo silenzioso compagno Cravat (nel ruolo di Ojo) dimostrarono ancora una volta tutte le loro abilità circensi con salti, capriole e scene audaci di acrobazie sulle alberature e le vele delle navi pirata.
Le apparizioni successive di Cravat furono meno spettacolari. Fino al 1977 apparve nove volte in film accanto a Burt Lancaster, tra cui Airport (1970), in cui interpretò il ruolo secondario di un passeggero. Nel 1963 apparve in uno degli episodi più famosi della serie televisiva Ai confini della realtà dove interpretò un inquietante Gremlin che, a 20 000 piedi di altitudine, demolisce l'ala di un aeroplano e viene osservato da un passeggero (William Shatner) a cui nessuno vuole credere.
Padre di due figlie avute dal suo secondo matrimonio, Marcelina "Marcy" Cravat-Overway, divenuta regista di documentari su temi ambientali, e Christina "Tina" Cravat, Nick Cravat morì di cancro ai polmoni nel gennaio 1994 all'età di 82 anni..

## Filmografia

### Cinema
- La mia amica Irma (My Friend Irma), regia di George Marshall (1949)
- Il romanzo di Thelma Jordon (The File on Thelma Jordon), regia di Robert Siodmak (1950)
- La leggenda dell'arciere di fuoco (The Flame and the Arrow), regia di Jacques Tourneur (1950)
- I 10 della legione (Ten Tall Men), regia di Willis Goldbeck (1951)
- Il corsaro dell'isola verde (The Crimson Pirate), regia di Robert Siodmak (1952)
- I veli di Bagdad (The Veils of Bagdad), regia di George Sherman (1953)
- Riccardo Cuor di Leone (King Richard and the Crusaders), regia di David Butler (1954)
- Il circo a tre piste (3 Ring Circus), regia di Joseph Pevney (1954)
- Il grande coltello (The Big Knife), regia di Robert Aldrich (1955)
- L'inferno ci accusa (The Story of Mankind), regia di Irwin Allen (1957)
- Mare caldo (Run Silent, Run Deep), regia di Robert Wise (1958)
- Cat Ballou, regia di Elliot Silverstein (1965)
- La via del West (The Way West), regia di Andrew V. McLaglen (1967)
- Joe Bass l'implacabile (The Scalphunters), regia di Sydney Pollack (1968)
- Airport, regia di George Seaton (1970)
- Io sono Valdez (Valdez Is Coming), regia di Edwin Sherin (1971)
- Nessuna pietà per Ulzana (Ulzana's Raid), regia di Robert Aldrich (1972)
- L'uomo di mezzanotte (The Midnight Man), regia di Roland Kibbee e Burt Lancaster (1974)
- L'isola del dr. Moreau (The Island of Dr. Moreau), regia di Don Taylor (1977)

### Televisione
- Il conte di Montecristo (The Count of Monte Cristo) – serie TV, 39 episodi (1956)
- Johnny Staccato – serie TV, episodio 1x01 (1959)
- Ai confini della realtà (The Twilight Zone) – serie TV, episodio 5x03 (1963)
- Selvaggio west (The Wild Wild West) – serie TV, episodio 2x18 (1967)
- Sui sentieri del West (The Outcasts) – serie TV, episodio 1x15 (1969)